# Cabinet Simonis I
Pour les articles homonymes, voir Cabinet Simonis.
Land de Schleswig-Holstein
Engholm II Simonis II
Le cabinet Simonis I (Kabinett Simonis I, en allemand) est le gouvernement du Land de Schleswig-Holstein entre le 19 mai 1993 et le 24 avril 1996, durant la treizième législature du Landtag.

## Coalition et historique
Dirigé par la nouvelle ministre-présidente sociale-démocrate Heide Simonis, précédemment vice-ministre-présidente et ministre des Finances, il est soutenu par le seul Parti social-démocrate d'Allemagne (SPD), qui dispose de 45 députés sur 89 au Landtag, soit 50,5 % des sièges.
Il a été formé à la suite de la démission du ministre-président Björn Engholm, convaincu de mensonge devant le Landtag dans le cadre de l'affaire Barschel, et succède au cabinet Engholm II, également constitué par les seuls sociaux-démocrates. 
À la suite des élections législatives régionales du 24 mars 1996, le SPD a perdu sa majorité absolue mais s'est maintenu au pouvoir en formant une coalition avec l'Alliance 90 / Les Verts qui a permis de constituer le cabinet Simonis II.

## Composition

### Initiale
| Poste                                                                     | Ministre | Ministre                                                    | Parti |
| ------------------------------------------------------------------------- | -------- | ----------------------------------------------------------- | ----- |
| Ministre-présidente                                                       |          | Heide Simonis                                               | SPD   |
| Vice-ministre-président Ministre des Finances et de l'Énergie             |          | Claus Möller                                                | SPD   |
| Ministre de l'Intérieur                                                   |          | Hans Peter Bull (jusqu'au 25/05/1995) Ekkehard Wienholtz    | SPD   |
| Ministre de la Justice                                                    |          | Klaus Klingner                                              | SPD   |
| Ministre de l'Économie, de la Technologie et des Transports               |          | Peer Steinbrück                                             | SPD   |
| Ministre du Travail, des Affaires sociales, de la Jeunesse et de la Santé |          | Heide Moser                                                 | SPD   |
| Ministre de la Nature et de l'Environnement                               |          | Berndt Heydemann (jusqu'au 31/12/1993)                      | Sans  |
| Ministre de la Nature et de l'Environnement                               |          | Intérim de Hans Wiesen Edda Müller (à partir du 04/03/1994) | SPD   |
| Ministre de l'Alimentation, de l'Agriculture, des Forêts et de la Pêche   |          | Hans Wiesen                                                 | SPD   |
| Ministre de la Science, de la Recherche et de la Culture                  |          | Marianne Tidick                                             | SPD   |
| Ministre des Femmes, de l'Éducation, de la Formation et des Sports        |          | Gisela Böhrk                                                | SPD   |
| Ministre des Affaires fédérales et européennes                            |          | Gerd Walter                                                 | SPD   |